# Black Panther: Wakanda Forever
Black Panther: Wakanda Forever (bra: Pantera Negra: Wakanda Para Sempre; prt: Black Panther: Wakanda Para Sempre) é um filme estadunidense de super-herói de 2022 baseado no personagem Pantera Negra, da Marvel Comics. Produzido pelo Marvel Studios e distribuído pela Walt Disney Studios Motion Pictures, é a sequência de Black Panther (2018) e o trigésimo filme do Universo Cinematográfico Marvel. O filme é dirigido por Ryan Coogler, que co-escreveu o roteiro com Joe Robert Cole, e estrelado por Letitia Wright, Lupita Nyong'o, Danai Gurira, Winston Duke, Florence Kasumba, Dominique Thorne, Michaela Coel, Tenoch Huerta Mejía, Martin Freeman e Angela Bassett. No filme, os líderes de Wakanda lutam para proteger sua nação após a morte do rei T'Challa.
As ideias para uma sequência começaram após o lançamento de Black Panther em fevereiro de 2018. Coogler negociou para retornar como diretor nos meses seguintes e o Marvel Studios confirmou oficialmente o desenvolvimento da sequência em meados de 2019. Os planos para o filme mudaram em agosto de 2020, quando Chadwick Boseman, estrela de Black Panther, morreu de câncer colorretal, com a Marvel escolhendo não reescalar seu papel de T'Challa. Outros membros do elenco principal do primeiro filme foram confirmados para retornar naquele mês de novembro, e o título foi anunciado em maio de 2021. A produção começou no final de junho e foi até início de novembro de 2021, em Atlanta e Brunswick, Geórgia, assim como nos arredores de Massachusetts, antes de um hiato para permitir que Wright se recuperasse de uma lesão sofrida durante as filmagens. A produção foi retomada em meados de janeiro de 2022 e encerrada no final de março em Porto Rico.
Black Panther: Wakanda Forever estreou no El Capitan Theatre e no Teatro Dolby em Hollywood em 26 de outubro de 2022, e foi lançado nos Estados Unidos em 11 de novembro de 2022, sendo o último filme da Fase Quatro do UCM. O filme recebeu avaliações positivas dos críticos, que elogiaram as performances do elenco (particularmente de Wright, Huerta e Bassett), peso emocional, direção de Coogler, sequências de ação, trilha sonora e homenagem a Boseman.

## Enredo
T'Challa, rei de Wakanda, morre de uma doença que sua irmã Shuri acredita que poderia ter sido curada pela "erva coração". Shuri tem tentado recriar sinteticamente a erva depois que foi destruída por Killmonger, mas não teve sucesso.
Um ano depois, Wakanda está sob pressão de outros países para compartilhar seu vibranium, com algumas partes tentando roubá-lo à força. Ramonda implora a Shuri que continue sua pesquisa sobre a erva coração, na esperança de criar um novo Pantera Negra que defenda Wakanda, mas ela se recusa, pois acredita que o Pantera Negra é uma figura do passado. A CIA usa uma nova máquina de detecção de vibranium em uma expedição a um potencial depósito de vibranium debaixo d'água. Toda a equipe de busca é então atacada e morta por Namor e seu povo de pele azul e respiração aquática, mas a CIA acredita que Wakanda foi responsável. Namor vai até Ramonda e Shuri, burlando facilmente a segurança avançada de Wakanda. Ele culpa Wakanda pela busca de vibranium e dá a eles um ultimato – encontre e dê a ele a cientista responsável pela máquina de detecção de vibranium, ou ele atacará Wakanda.
Shuri e Okoye, com a ajuda de seu amigo e agente da CIA Everett K. Ross, vão a Boston para conhecer a cientista responsável: uma estudante do MIT chamada Riri Williams. O grupo é perseguido pelo FBI e depois pelos guerreiros de Namor, que derrotam Okoye e levam Shuri e Riri para debaixo d'água para conhecer Namor. Ramonda tira a patente de General das Dora Milaje de Okoye e procura Nakia, que vive no Haiti desde o Blip, para ajudar a encontrar Shuri e Riri. Shuri conhece Namor, que lhe mostra seu reino subaquático de Talokan, que ele protegeu por séculos e é rico em vibranium. Amargurado com o mundo da superfície que uma vez o rejeitou, Namor oferece uma aliança com Wakanda contra o resto do mundo, mas promete destruir Wakanda primeiro se eles recusarem. Nakia ajuda Shuri e Riri a escapar, e Namor revida com um ataque contra a capital de Wakanda, durante o qual Ramonda se afoga salvando Riri. Namor promete voltar em uma semana com força total, para ver se eles mudaram de ideia. Enquanto isso, Ross é preso por sua ex-esposa e diretora da CIA, Valentina Allegra de Fontaine, por secretamente trocar informações confidenciais com os wakandanos.
Shuri, usando um remanescente da erva que deu ao povo de Namor suas habilidades subaquáticas, é capaz de reconstruir sinteticamente a erva coração. Shuri ingere a erva para se tornar a nova Pantera Negra e, após encontrar Killmonger no Plano Ancestral, é aceita pelas outras tribos. Apesar do conselho de paz de M'Baku, Shuri está determinada a se vingar da morte de Ramonda e ordena um contra-ataque imediato a Namor. Preparando-se para a batalha, e com Ayo assumindo o papel de General das Dora Milaje, Shuri concede a armadura Anjo da Meia-Noite a Okoye, que em troca recruta Aneka para se juntar a ela. Os wakandanos usam um navio marítimo, o Leopardo do Mar, para montar uma armadilha para Namor, atraindo ele e seus guerreiros para a superfície, e uma batalha se inicia. Shuri separa Namor do resto de seu povo, com a intenção de desidratá-lo e enfraquecê-lo. Os dois caem em uma praia deserta, onde Shuri é esfaqueada e presa, mas eventualmente se liberta. Usando o motor do Royal Talon Fighter, ela queima Namor e ganha a vantagem, mas finalmente decide poupar sua vida e oferecer a ele uma aliança pacífica para salvar seu povo, que Namor aceita, quando a batalha termina. A prima de Namor, Namora, está chateada por Namor se render a Shuri, mas ele promete que a empatia de Shuri por seu povo é útil e que Wakanda precisa deles porque não tem outros aliados no mundo. Agora segura, Riri retorna a Boston, mas tem que deixar seu novo traje para não piorar as relações entre Wakanda e os Estados Unidos. Okoye então resgata Ross da prisão.
Em uma cena no meio dos créditos, Shuri visita Nakia no Haiti, onde ela queima seu manto cerimonial funerário como sua mãe queria, permitindo-se finalmente ficar de luto. Ela então descobre que Nakia e T'Challa tiveram um filho, Toussaint, que Nakia está criando em segredo, longe da pressão do trono. Toussaint revela que seu nome de Wakanda é Príncipe T'Challa.

## Elenco
- Letitia Wright como Shuri / Pantera Negra:
A princesa de Wakanda que projeta novas tecnologia para a nação.[9] Wright recebeu um papel maior no filme após a morte de Chadwick Boseman, que atuou nos filmes anteriores do UCM como o irmão de Shuri, T'Challa / Pantera Negra.[10] Wright disse que Shuri se volta para sua tecnologia como uma forma de lamentar T'Challa.[11]
- Lupita Nyong'o como Nakia:
Uma Cão de Guerra e uma espiã de disfarce da nação de Wakanda, da Tribo do Rio.[10] Nyong'o disse que Nakia "amadureceu" após o Blip e a morte de T'Challa, explicando que as "prioridades de sua personagem mudaram e se aguçaram" enquanto acrescentava que Nakia ainda continua sendo "aquela que você quer ligar quando estiver em problema".[12]
- Danai Gurira como Okoye:
A chefe das Dora Milaje, as forças especiais femininas de Wakanda.[13] Gurira disse que o filme explora "muitas facetas" da humanidade de Okoye.[14]
- Winston Duke como M'Baku:
Um guerreiro poderoso e implacável que é o líder da tribo da montanha de Wakanda, os Jabari.[10] Duke indicou que após o envolvimento dos Jabari nos eventos de Avengers: Infinity War (2018) e Avengers: Endgame (2019), a tribo não está mais isolada do resto de Wakanda. Ele também sentiu que M'Baku estava tentando "[descobrir] como avançar" neste novo mundo para Wakanda, assim como muitos no mundo real estavam tentando fazer em relação à pandemia de COVID-19.[15]
- Florence Kasumba como Ayo: Membro e a segunda no comando das Dora Milaje.[16]
- Dominique Thorne como Riri Williams:
Uma estudante do MIT e inventora genial que cria uma armadura que rivaliza com a armadura de Tony Stark / Homem de Ferro.[17][11] O diretor Ryan Coogler observou que Williams é um contraste para Shuri, acrescentando que "há um fio de semelhança" entre as duas, mas "também são muito, muito diferentes",[18] com o relacionamento de Williams e Shuri representando uma exploração semelhante da "diversidade da experiência negra" como o relacionamento de T'Challa e Killmonger fez em Black Panther (2018).[11]
- Michaela Coel como Aneka: Uma guerreira de Wakanda.[11] Coel foi atraída pela personagem ser queer como nos quadrinhos, e Coogler descreveu Aneka como "uma espécie de rebelde".[19]
- Tenoch Huerta Mejía como Namor:
O rei de Talocan, uma antiga civilização de habitantes subaquáticos,[20][18] que se referem a ele como o deus serpente emplumado K'uk'ulkan.[21] Huerta disse que Namor decide se envolver no mundo da superfície depois que T'Challa revela publicamente a verdade de Wakanda no final do primeiro filme, o que consequentemente coloca Talocan em "perigo", levando Namor e seu povo a "agir para se protegerem". Huerta também confirmou que o personagem é um mutante igual nos quadrinhos.[22] Huerta chamou Namor de anti-herói,[23] explicando que era importante tanto para ele quanto para Coogler humanizar o personagem, tornando suas motivações compreensíveis, apesar de ele ter um papel antagônico no filme.[24] Coogler ficou entusiasmado em incluir as "características realmente únicas" do personagem dos quadrinhos, incluindo suas asas no tornozelo e orelhas pontudas.[18] Ele também o descreveu como "meio idiota, meio romântico e incrivelmente poderoso".[11] Huerta aprendeu uma língua maia para seu papel,[25] e também a nadar.[26]
- Martin Freeman como Everett K. Ross: Um agente da CIA que criou laços com Wakanda. É revelado no filme que ele e Valentina Allegra de Fontaine foram casados.[27][28]
- Angela Bassett como Ramonda:
A Rainha Mãe de Wakanda que está de luto pela morte de seu filho T'Challa.[10] Bassett explicou que Ramonda estaria tentando equilibrar a liderança de seu povo, sendo uma mãe para Shuri e mantendo as ameaças a Wakanda "à distância", enquanto lamentava a morte de T'Challa, que é "muito para ela lidar".[11]

Além disso, Julia Louis-Dreyfus e Michael B. Jordan reprisam seus respectivos papéis como Valentina Allegra de Fontaine e N'Jadaka / Erik "Killmonger" Stevens. Isaach de Bankolé, Dorothy Steel e Danny Sapani reprisam seus papéis como anciões da Tribo do Rio wakandano, Tribo Mercante, e Tribo da Fronteira, respectivamente. Connie Chiume reprisa seu papel como Zawavari, anteriormente a Anciã da Tribo Mineira, mas agora o Anciã Estadista, assumindo o papel de Zuri do primeiro filme. Mabel Cadena interpreta Namora, a prima de Namor, enquanto Alex Livinalli interpreta o guerreiro talocan Attuma, e María Mercedes Coroy interpreta a mãe de Namor. Imagens de arquivo de filmes anteriores do UCM de Boseman como T'Challa / Pantera Negra são usadas no final do filme. Lake Bell aparece como Dra. Graham, uma cientista da CIA encarregada pela busca de vibranium, enquanto Richard Schiff aparece como o Secretário de Estado dos EUA. O comediante Trevor Noah dá voz a Griô, uma I.A. desenvolvida por Shuri, e Kamaru Usman aparece como um oficial da marinha. Divine Love Konadu-Sun interpreta Toussaint / Príncipe T'Challa, filho de T'Challa e Nakia na cena no meio dos créditos.

## Produção

### Desenvolvimento
Com o lançamento de Black Panther em fevereiro de 2018, o produtor Kevin Feige disse há "muitas, muitas histórias para contar" sobre o Pantera Negra, e ele queria que o diretor e co-roteirista Ryan Coogler voltasse para qualquer possível sequência; O Marvel Studios queria manter a equipe criativa o mais intacta possível, enquanto o presidente do Walt Disney Studios, Alan F. Horn, apesar de achar que era muito cedo para discutir uma sequência, também estava otimista sobre o desejo de ter Coogler de volta como diretor. Coogler disse que queria ver como T'Challa / Pantera Negra de Chadwick Boseman cresceria como rei em filmes futuros, já que seu reinado só começou recentemente no Universo Cinematográfico Marvel ao contrário dos quadrinhos nos quais ele havia sido rei desde a infância. Em março de 2018, Feige disse que não havia nada específico para revelar sobre uma sequência, mas a Marvel tinha ideias e uma "direção bastante sólida" para onde queriam levar um segundo filme. Naquele mês, o agente de Boseman, Michael Greene, estava em negociações para que o ator voltasse como T'Challa em duas sequências planejadas de Black Panther por um pagamento revelado de US $ 10 milhões e US $ 20 milhões, respectivamente. Em outubro, Coogler fechou um acordo para escrever e dirigir uma sequência de Black Panther. Apesar da Marvel e Coogler sempre terem pretendido trabalharem juntos novamente após o lançamento bem-sucedido do primeiro filme, Coogler evitou correr para fechar um acordo para uma sequência. As negociações com Coogler foram concluídas "debaixo o radar" nos meses seguintes do lançamento do primeiro filme. Ele deveria começar a escrever a sequência em 2019, antes de um início de filmagem planejado no final de 2019 ou início de 2020.

Em novembro de 2018, Letitia Wright foi confirmada para reprisar seu papel da irmã de T'Challa, Shuri, para a sequência. Quando Angela Bassett, que interpretou Ramonda em Black Panther, foi questionada se o elenco principal voltaria para a sequência, seu marido Courtney B. Vance disse que sim. Ele disse que isso incluía Michael B. Jordan como Erik Killmonger, que foi morto no primeiro filme, e Bassett concordou. Feige descartou a declaração de Vance em junho de 2019 como "puro boato", dizendo que não havia planos definidos para o filme, já que Coogler havia apenas começado a esboçá-lo e ainda não havia compartilhado seus planos com Feige ou com o co-produtor Nate Moore. No mês seguinte, John Kani expressou interesse em reprisar seu papel como o pai de T'Challa, T'Chaka, no filme, e Danai Gurira afirmou que Coogler havia confirmado que ela reprisaria seu papel como Okoye na sequência. Feige confirmou o desenvolvimento da sequência em 2019 na San Diego Comic-Con, enquanto Martin Freeman confirmou em agosto que ele iria reprisar seu papel como Everett K. Ross na sequência. A data de lançamento de 6 de maio de 2022 foi anunciada na D23 junto com o título de Black Panther II. Feige disse que Coogler completou um esboço do roteiro para o filme que incluía um vilão e um novo título. No final de 2019, Ruth E. Carter confirmou que voltaria do primeiro filme como figurinista para a sequência, e disse que estava pronta para começar a trabalhar na sequência "no outono". Para o filme, Feige, Boseman e Coogler discutiram a adaptação de elementos da performance de T'Challa mais "Gung ho" no segundo episódio de What If...?.

Chadwick Boseman foi um ator extremamente talentoso e uma pessoa inspiradora que afetou todas as nossas vidas profissionalmente e pessoalmente. Seu retrato de T'Challa, o Pantera Negra é icônico e transcende qualquer iteração do personagem em qualquer outro meio do passado da Marvel. E é por isso que não vamos reescalar o personagem.

—O produtor Kevin Feige em dezembro de 2020 sobre a decisão de não reescalar T'Challa após a morte de Boseman.
Em 28 de agosto de 2020, Boseman morreu de câncer colorretal. Coogler afirmou que não tinha conhecimento da doença de Boseman e passou o último ano "preparando, imaginando e escrevendo palavras para ele dizer [no filme] que não estávamos destinados a ver". Feige e outros executivos do Marvel Studios também não sabiam da doença de Boseman. Boseman, que ficou mais magro devido à doença nas semanas anteriores à sua morte, estava preparado para começar a ganhar peso em setembro de 2020, antes de filmar a sequência em março de 2021. De acordo com o The Hollywood Reporter, os observadores da indústria achavam que a Disney poderia reescalar o papel, mas isso poderia gerar uma "choradeira dos fãs" e incitar comparações entre os atores. Outra sugestão foi a Disney mudar seus planos e fazer com que Shuri assumisse o manto do Pantera Negra, o que ocorreu nos quadrinhos. Na época da morte de Boseman, Coogler estava escrevendo o roteiro e já havia feito um rascunho. Em meados de novembro, a produtora executiva Victoria Alonso disse que uma cópia digital de Boseman não seria criada para o filme e acrescentou que a Marvel estava demorando para decidir o que fariam e como. No final do mês, Lupita Nyong'o, Winston Duke e Bassett foram confirmados para reprisarem seus papéis para a sequência como Nakia, M'Baku e Ramonda, respectivamente, enquanto Tenoch Huerta estava em negociações para um papel de antagonista.  Naquela época, as filmagens deveriam começar em junho ou julho de 2021 em Atlanta, Geórgia.
Em dezembro de 2020, a data de lançamento do filme foi adiada para 8 de julho de 2022. Feige confirmou que o papel de T'Challa não seria reescalado e disse que a sequência exploraria o mundo e os personagens do primeiro filme como uma forma de honrar o legado que Boseman ajudou a construir. Mais tarde, ele reafirmaria que os efeitos visuais não seriam usados para incluir Boseman no filme, e também disse que "parecia que era muito cedo para rescalar", observando como o mundo fora e dentro do UCM ainda estava processando a perda de Boseman. No final do mês, o maquiador de Boseman, Siân Richards, estava escalado para retornar para a sequência, enquanto seu figurinista pessoal, Craig Anthony, disse que não se comprometeria com o filme devido à morte de Boseman. A cabeleireira Deidra Dixon não tinha certeza se ela retornaria após a morte de Boseman, bem como a morte de sua irmã. Em janeiro de 2021, Feige disse que o foco principal da sequência sempre foi explorar ainda mais os personagens e as “diferentes subculturas” de Wakanda. Naquele mesmo mês, Jordan disse que estava disposto a reprisar seu papel como Killmonger, pois sentia que retornar ao UCM "sempre estaria na mesa de alguma forma" devido ao seu amor pelo personagem e por trabalhar com Coogler. Em fevereiro, Daniel Kaluuya disse que não tinha certeza se iria reprisar seu papel como W'Kabi; ele acabou não participando devido a conflitos de agenda com o filme Nope (2022).

### Pré-produção
Em março de 2021, Coogler disse que ainda estava escrevendo o roteiro e descreveu o trabalho no filme sem Boseman como a coisa mais difícil pela qual já havia passado em sua carreira. Ele acrescentou que Boseman carregou o primeiro filme e agora, como diretor, era ele que tentaria carregar. Ele foi capaz de reutilizar muitos elementos de seu filme planejado antes da morte de Boseman, enquanto incorporava e aplicava "os temas que as pessoas que estavam sofrendo tanto quanto eu poderiam realmente interpretar e executar e sair do outro lado". Freeman disse que em breve se encontraria com Coogler para discutir o projeto. Em abril, Coogler escreveu um artigo no qual dizia que o filme ainda seria rodado na Geórgia, apesar de o estado aprovar sua polêmica Lei de Integridade Eleitoral de 2021. Embora Coogler não apoiasse o projeto de lei, ele sentiu que boicotar a produção de filmes no estado teria um efeito negativo nas pessoas que, de outra forma, teriam sido contratadas pelo filme. Em vez disso, ele planejou aumentar a conscientização sobre como derrubar o projeto de lei. Nyong'o expressou entusiasmo pelos planos de Coogler e como todos os envolvidos se dedicaram a continuar o legado de Boseman, mais tarde dizendo que Coogler reformulou suas ideias para o filme para respeitar Boseman, o que ela considerou "espiritualmente e emocionalmente correto" a se fazer. Moore descreveu o filme como "como você avança enquanto lida com uma perda trágica. Todos os personagens, antigos e novos, estão lidando com como a perda pode afetar suas ações de maneiras emocionais e surpreendentes".
O filme continuaria explorando temas feministas do primeiro filme, com Nyong'o dizendo que o filme abordaria as "crenças, paixões, amores e discussões" das personagens femininas, criando "um drama robusto". Ela também sentiu que Wakanda era um "mundo que estamos nos esforçando para chegar". O filme apresenta Namor ao UCM, enquanto muda seu mundo natal dos quadrinhos, Atlântida, para Talokan. Talokan é uma civilização mesoamericana "luxuosa", escondida e subaquática que foi inspirada na antiga cultura maia. Os criativos trabalharam com historiadores e especialistas maias para retratá-la. Coogler observou que Talokan era semelhante a Wakanda, pois também era uma civilização avançada "escondida à vista de todos", com Moore afirmando que os dois "muitas vezes se encontram em conflito porque não são diferentes. São essas nações que preferem ficar escondidas e isoladas, com monarcas que são incrivelmente poderosos e têm pontos de vista fortes sobre como o mundo deveria ser". Hannah Beachler retorna do primeiro filme como designer de produção, observando que ela fez um "mergulho profundo" para retratar esta versão de Atlântida no filme; ela foi visualmente inspirada pelos filmes Jaws (1975) e Close Encounters of the Third Kind (1977), e as imagens cômicas de Jack Kirby. Carter incluiu jade e elementos aquáticos em seus trajes para o povo de Talokan e fez referência a criaturas marinhas, como o peixe-leão e os tubarões, em seus cocares de penas. Muitos dos figurinos precisavam ser testados na água, dada a quantidade de filmagens subaquáticas que ocorreram. Uma das razões foi evitar comparações com Aquaman, personagem da concorrente DC Entertainment, a associação entre a lendária Atlantida e a Mesoamérica surgiu do livro Atlantis: The Antediluvian World (1882)  de Ignatius L. Donnelly.
Em maio de 2021, o Marvel Studios revelou o título do filme como Black Panther: Wakanda Forever, que Ethan Anderton, do /Film, acreditava ser um tributo adequado a Boseman, uma vez que "Wakanda Forever" é o grito de guerra dos Wakandanos. No final daquele mês, Freeman disse que havia lido o roteiro e expressou entusiasmo por ele. No final de junho, Edgar Luna, gerente de desenvolvimento de negócios da Worcester, Escritório de Desenvolvimento Econômico de Massachusetts, disse que o departamento técnico de uma grande produção da Disney, que foi confirmada para ser para Wakanda Forever, esteve na cidade na semana de 25 de junho para patrulhar e inspecionar os locais de filmagem, inclusive na sede do Departamento de Polícia de Worcester.

### Filmagens
A produção começou no Trilith Studios em Atlanta, Geórgia, em 29 de junho de 2021, sob o título provisório "Summer Break", e vai durar até seis meses. As filmagens deveriam começar em março de 2021, antes da morte de Boseman. Com o início das filmagens, Feige anunciou que "todos" do primeiro filme estariam voltando. Autumn Durald Arkapaw é a diretora de fotografia, depois de fazer isso na série do Disney+, Loki, substituindo Rachel Morrison, do primeiro filme. Uma colaboradora de longa data de Coogler, Morrison planejava retornar para Wakanda Forever, mas não conseguiu devido a um conflito de agenda com seu filme Flint Strong causado pela pandemia de COVID-19. Discutindo o uso de lentes anamórficas em oposição às lentes esféricas, Coogler explicou que as lentes anamórficas "deformam um pouco a imagem", o que se encaixa com o filme tendo "o nevoeiro da perda sobre ele"; uma "perda profunda... pode distorcer a forma como você vê o mundo". Wright, Gurira, Nyong'o e Kasumba se uniram no set enquanto lidavam com sua dor pela morte de Boseman, com Wright e Gurira particularmente se conectando através de caminhadas juntas. Gurira descreveu se sentir emocionada ao entrar no set do trono, pois se lembrava de filmar cenas com Boseman durante o primeiro filme e disse que Coogler a ajudou a processar sua dor.
Bassett disse em julho que o roteiro ainda estava passando por mudanças devido à morte de Boseman, e passou por pelo menos cinco versões. Ela também indicou que Joe Robert Cole estava contribuindo para o roteiro depois de co-escrever o primeiro filme com Coogler, que Feige logo confirmou. Michaela Coel se juntou ao elenco em um papel não revelado. Em agosto, Isaach de Bankolé foi confirmado para reprisar seu papel como o ancião da Tribo do Rio Wakandano, e Dominique Thorne começou a filmar cenas para Wakanda Forever como Riri Williams, antes de estrelar como a personagem na série de TV, Ironheart. As filmagens daquele mês estavam previstas para acontecer no Massachusetts Institute of Technology (MIT) e em Worcester, com a produção se preparando para filmar uma perseguição de carros em Worcester em 18 de agosto. Uma cena de perseguição foi filmada no Túnel Ernest A. Johnson em 23 e 24 de agosto. Em 25 de agosto, Letitia Wright foi temporariamente hospitalizada com ferimentos leves sofridos em um acidente enquanto filmava uma cena em Boston. Wright foi para sua casa em Londres para se recuperar em setembro, enquanto as filmagens continuavam em torno de sua personagem. Dorothy Steel, que interpretou a anciã da Tribo Mercante Wakandana no primeiro filme, morreu em 15 de outubro; ela estava no meio de suas filmagens reprisando seu papel para a sequência quando morreu.
No final de outubro, o lançamento do filme foi adiado para 11 de novembro de 2022. A produção mudou para o Mary Ross Waterfront Park em Brunswick, Geórgia, em 22 de outubro, onde as filmagens ocorreram de 28 de outubro a 2 de novembro. Michael Torras, gerente da Marina de desembarque de Brunswick, disse que um navio de cruzeiro de 300 pés se juntaria à produção nos dias seguintes, e a maior parte das filmagens ocorreu na água. Matthew Hill, diretor da autoridade de desenvolvimento do centro de Brunswick, disse que a maioria das cenas foi filmada à noite. Em 5 de novembro, as filmagens das cenas que não exigiram Wright foram concluídas, antes da produção entrar em hiato em 19 de novembro. Isso foi para recuperação do ombro fraturado de Wright e uma concussão, que foram mais graves do que determinado inicialmente, e não se esperava que afetasse a data de lançamento do filme. Os Centros de Controle e Prevenção de Doenças (CDC) dos Estados Unidos implementaram novas regras em 8 de novembro, exigindo que os cidadãos não americanos fossem totalmente vacinados contra a COVID-19 e forneçam comprovante de vacinação antes de viajar para o país. O The Hollywood Reporter observou que isso poderia representar um problema para o retorno de Wright às filmagens em Atlanta, já que ela não é cidadã dos EUA e supostamente não foi vacinada. Em meados de dezembro, o The Hollywood Reporter confirmou que as filmagens seriam retomadas no final de janeiro de 2022 em Atlanta com a participação de Wright; Feige, Moore e o produtor executivo Louis D'Esposito confirmaram no início do hiato que Wright era a nova protagonista do filme.
As filmagens foram retomadas em meados de janeiro de 2022, com o retorno de Wright recuperada, e esperava-se que continuassem por quatro semanas. As filmagens estavam originalmente programadas para serem retomadas em 10 de janeiro, mas foram adiadas por uma semana depois que os membros do elenco e da equipe, incluindo Nyong'o, testaram positivo para o COVID-19. Naquela momento, o The Hollywood Reporter informou que Duke havia negociado um aumento salarial para seu retorno por causa do papel expandido de seu personagem na sequência. No mês seguinte, Nyong'o revelou que Danny Sapani estaria reprisando seu papel como o ancião da Tribo da Fronteira de Wakanda no filme. Dominique Thorne terminou de filmar suas cenas em 13 de março. As filmagens adicionais começaram em 18 de março em Porto Rico, onde foram oficialmente encerradas em 24 de março.

### Pós-produção
Em junho, Huerta foi confirmado para aparecer no filme, e em julho, durante a San Diego Comic-Con 2022, foi oficialmente confirmado para interpretar Namor, quando Coel, Mabel Cadena e Alex Livinalli também foram revelados como Aneka, Namora e Attuma, respectivamente, e Florence Kasumba reprisando seu papel como Ayo. As refilmagens ocorreram com o elenco após a participação na Comic-Con. Huerta os descreveu como sendo "pequenos pedaços que faltavam". No final de julho, foi revelado que Kamaru Usman apareceria no filme, enquanto Richard Schiff se juntou ao elenco em setembro. Em outubro, foi revelado que Lake Bell apareceria no filme; ela já dublou versões alternativas de Natasha Romanoff / Viúva Negra em What If...?. Michael P. Shawver retorna como editor. O filme apresenta apenas uma cena pós-créditos, com Moore explicando que os criativos "sentiram que o final era tão poético", que incluir uma cena adicional após os créditos teria "parecido um pouco falso em relação ao que estávamos fazendo".

## Trilha sonora
O compositor de Black Panther, Ludwig Göransson, foi confirmado para retornar para a sequência em setembro de 2021. Sua trilha foi lançada pela Hollywood Records em 11 de novembro de 2022.
Black Panther: Wakanda Forever Prologue, um extended play da trilha sonora, foi lançado pela Hollywood Records e Marvel Music em 25 de julho de 2022 e inclui o cover de Tems de "No Woman, No Cry", de Bob Marley, que foi usada no trailer do filme, "A Body, A Coffin" de Amaarae e "Soy" de Santa Fe Klan. Göransson produziu todas as três músicas e co-escreveu "A Body, A Coffin" com Amaarae, Kyu Steed, KZ, Cracker Mallo e Maesu. No final de outubro de 2022, foi anunciado que o primeiro single do filme seria "Lift Me Up" de Rihanna, escrito por Tems, Göransson, Rihanna e Coogler, como uma homenagem a Boseman. Ele marca a primeira produção musical solo de Rihanna desde 2016 e foi lançado em 28 de outubro, pela Westbury Road, Roc Nation, Def Jam Recordings e Hollywood Records. Tems afirmou que queria escrever uma música que "retrate um abraço caloroso de todas as pessoas que perdi na minha vida". "Lift Me Up" foi destaque na trilha sonora do filme, Black Panther: Wakanda Forever – Music from and Inspired By, que foi lançado em 4 de novembro de 2022 pela Roc Nation, Def Jam Recordings e Hollywood Records.

## Marketing
O primeiro vídeo do filme foi exibido em um compilado dos próximos filmes da Disney durante a apresentação do estúdio na CinemaCon em abril de 2022. Feige, Coogler e o elenco promoveram o filme na San Diego Comic-Con 2022, juntamente de uma apresentação ao vivo do cantor Baaba Maal, do tocador de tama Massamba Diop e outros bateristas e dançarinos africanos e a estreia do trailer em 23 de julho de 2022. O trailer mostra um cover de "No Woman, No Cry" de Bob Marley que tem uma transição para "Alright" (2015) de Kendrick Lamar. Tanto Leah Simpson quanto Giovana Gelhoren, da People, chamaram as imagens de "poderosa", enquanto Sandra Gonzalez, da CNN, sentiu que o trailer comemorou a performance de Boseman e escreveu "em meio à dor que permeia a prévia, há esperança, o nascimento de uma nova vida (literalmente) e um vislumbre do futuro, com uma prévia com garras de um novo herói adequado". Escrevendo para o IndieWire, Christian Zilko também sentiu que o trailer comemorou o desempenho de Boseman, ao mesmo tempo em que opinou que isso representava um desafio "assustador" para a Marvel Studios e para o futuro do Pantera Negra, devido a Boseman ser considerado "um dos pilares do avanço do UCM" e o estúdio não reformular seu papel. Carson Burton e J. Kim Murphy, da Variety, sentiram que o trailer se concentrava em quem "assumiria o manto" do Pantera Negra, observando a presença de uma figura misteriosa no final do trailer. O trailer recebeu 172 milhões de visualizações em suas primeiras 24 horas de lançamento. Funko Pops do filme também foram revelados um dia depois.
O filme foi incluído em um compilado exibido antes das exibições durante o Dia Nacional do Cinema, que destacou os próximos filmes de vários estúdios. Coogler, Wright, Duke, Bassett e Huerta promoveram o filme na D23 Expo 2022 com imagens exclusivas, que Aaron Couch, do The Hollywood Reporter, descreveu como uma "sequência emocionante". Um trailer oficial foi lançado em 3 de outubro de 2022. EJ Panaligan, da Variety, e Narayan Liu, do Comic Book Resources, o chamaram de trailer "emocionante" que forneceu uma visão melhor do novo traje do Pantera Negra, com Liu acrescentando que provocou "um enredo mais intenso centrado na perda, força e os heróis" do UCM. Devan Coggan, da Entertainment Weekly, disse que o trailer era "a melhor visão do futuro de Wakanda", que terminou com "uma visão impressionante do novo traje Pantera". Linda Codega, do Gizmodo, achou tudo no trailer, desde "a música, a energia [e] a intensidade" como "incríveis" e exclamou que o filme parecia estar "equilibrando manobras políticas, espionagem e o tipo de bobagem que se esperaria de um filme da Marvel".
Em outubro de 2022, a Marvel fez parceria com a Target para uma campanha publicitária com Thorne reprisando seu papel como Riri Williams. O anúncio de um minuto foi dirigido por Malik Vitthal e mostra Williams trabalhando em seu traje Mark I da Coração de Ferro simultaneamente com um grupo de jovens negras criando com Lego. Williams vê uma das garotas da Target, que lhe dá inspiração para a fonte de energia de seu traje. Shannon Miller, da Adweek, chamou o anúncio de "uma ocorrência rara no marketing convencional" de duas jovens garotas negras do STEM interagindo. O anúncio apresentava vários easter eggs com temas do UCM e a música "I Got the Juice" de Janelle Monáe com Pharrell Williams. Estreou online em 16 de outubro, com uma exibição durante o Monday Night Football no dia seguinte; Versões de 30 e 15 segundos também foram criadas. A parceria da Marvel e da Target também inclui mercadorias exclusivas e experiências de realidade aumentada nas lojas da Target. Também em outubro, a Sprite Zero Sugar lançou uma campanha de marketing para promover o filme da Wieden + Kennedy e Momentum Worldwide. A Lexus publicou um anúncio promovendo seu RZ 450e com Danai Gurira interpretando Okoye. A Lexus e a Adidas se uniram para projetar um Lexus LC 500 conversível personalizado para JuJu Smith-Schuster durante a estreia mundial. Tanto ele quanto o Lexus GX aparecem no filme.
Em 1º de novembro, o McDonald's começou a vender o McLanche Feliz de Black Panther: Wakanda Forever, que vem com um dos dez brinquedos baseados em personagens do filme. Um podcast de seis episódios apresentado por Ta-Nehisi Coates, intitulado Wakanda Forever: The Official Black Panther Podcast, apresenta entrevistas com o elenco e a equipe discutindo a produção do filme. O primeiro episódio estreou em 3 de novembro de 2022 e os episódios subsequentes serão lançados semanalmente a partir de janeiro de 2023. Três episódios da série Marvel Studios: Legends serão lançados em 4 de novembro, explorando T'Challa, Shuri e Dora Milaje usando imagens de suas aparições anteriores no UCM, enquanto um especial de TV da 20/20 intitulado Black Panther: In Search of Wakanda apresentado por Robin Roberts e apresentando entrevistas com o elenco do filme foi ao ar na ABC. Para comemorar o lançamento da "Coleção Wakanda Forever" da Adidas, a Calty Design Research, Adidas School for Experiential Education in Design and Carbon fez uma parceria para projetar um Lexus RX 500h F SPORT personalizado inspirado no filme. A campanha promocional de Wakanda Forever rendeu mais de 100 milhões de dólares.

## Lançamento

### Cinema
Black Panther: Wakanda Forever estreou no El Capitan Theatre e no Dolby Theatre em Hollywood em 26 de outubro de 2022. Também estreou em Lagos, Nigéria, em 6 de novembro de 2022, que o Deadline Hollywood descreveu como o primeiro filme da Marvel a ter uma estreia local.
Começou a ser lançado internacionalmente em 9 de novembro de 2022, e nos EUA em 11 de novembro de 2022. Foi agendado anteriormente para 6 de maio e 8 de julho de 2022. O filme foi lançado nos cinemas na França, apesar do período de espera de 17 meses do país para quando os filmes podem aparecer em serviços de streaming após seu lançamento nos cinemas. A decisão da Disney de lançar Wakanda Forever nos cinemas foi encorajada pelo reconhecimento do governo francês de que sua cronologia de mídia precisava ser modernizada e sua linha do tempo também, depois de optar anteriormente por pular o lançamento de seu filme Strange World e lançá-lo diretamente no Disney+. Sob a cronologia atual, Wakanda Forever estará disponível pela primeira vez no Disney+ na França no início de 2024. Será o último filme da Fase Quatro do MCU.
De acordo com o The Hollywood Reporter, é improvável que o filme seja lançado na China, provavelmente devido à representação de um relacionamento do mesmo sexo entre Ayo e Aneka, com os filmes anteriores da Fase Quatro do UCM também não tendo sido lançados na China. A remoção desta cena, juntamente com algumas outras edições, foram feitas para que o filme fosse lançado no Kuwait.

### Home vídeo
O filme foi lançado no Disney+ em 1º de fevereiro de 2023, com uma versão IMAX Enhanced também disponível. Também foi lançado pela Walt Disney Studios Home Entertainment em Ultra HD Blu-ray, Blu-ray e DVD em 7 de fevereiro de 2023. A mídia física inclui comentários em áudio, cenas excluídas, erros de gravação e vários conteúdos de bastidores.

## Recepção

### Projeções de bilheteria
Até 12 de dezembro de 2022, Black Panther: Wakanda Forever arrecadou 409,8 milhões de dólares nos Estados Unidos e Canadá, e 358 milhões de dólares em outros territórios, para um total mundial de 767,8 milhões de dólares. É o sexto filme de maior bilheteria de 2022.
Segundo o The Hollywood Reporter, Black Panther: Wakanda Forever tem uma projeção de arrecadação de 175 milhões de dólares na América do Norte em seu fim de semana de estreia. Em novembro de 2022, o Boxoffice Pro estima que o fim de semana de estreia do filme na América do Norte esteja entre 170–205 milhões de dólares, e está projetado para arrecadar 435–543 milhões de dólares para o total bruto doméstico. O filme arrecadou 84,3 milhões de dólares em seu primeiro dia, incluindo 28 milhões de dólares nas pré-estreias de quinta à noite. Arrecadou 181,3 milhões de dólares durante o fim de semana de estreia, alcançando a primeira posição nas bilheterias. Este foi o terceiro maior fim de semana de estreia de um filme durante a era da pandemia, atrás de Doctor Strange in the Multiverse of Madness (187 milhões de dólares) e Spider-Man: No Way Home (260 milhões de dólares). Foi também o maior fim de semana de estreia de um filme lançado em novembro. O filme permaneceu na primeira posição no fim de semana seguinte com uma receita bruta de 66,5 milhões de dólares, uma queda de 63%. No terceiro fim de semana, ganhou 45,6 milhões de dólares, caindo 31%. Além disso, arrecadou 63,8 milhões de dólares durante o fim de semana de Ação de Graças de cinco dias. Durante seu quarto fim de semana de lançamento, o filme arrecadou 17,5 milhões de dólares com uma queda de 61%, mantendo a primeira posição de bilheteria.
Fora dos Estados Unidos e Canadá, o filme arrecadou 150,3 milhões de dólares em 50 países em sua primeira semana. Teve a maior estreia de um filme na Nigéria, assim como a segunda maior de um filme lançado em 2022 na França e na África do Sul. Também marcou a terceira maior estreia mundial de um filme durante a era da pandemia, atrás de de Doctor Strange in the Multiverse of Madness (450 milhões de dólares) e Spider-Man: No Way Home (601 milhões de dólares). A Disney Africa relatou que o filme estabeleceu um recorde de bilheteria de todos os tempos na África Ocidental e teve a maior bilheteria de 2022 na África Oriental, bem como a segunda maior bilheteria de todos os tempos no Sul da África. Os maiores mercados totais em 13 de novembro foram Reino Unido e Irlanda (15 milhões de dólares), França (13,7 milhões de dólares), México (12,8 milhões de dólares), Coreia do Sul (8,9 milhões de dólares) e Brasil (7,1 milhões de dólares). Em seu segundo fim de semana, arrecadou 69,8 milhões de dólares, uma queda de 49%, enquanto no terceiro fim de semana arrecadou 32,1 milhões de dólares, uma queda de 53%. No quarto fim de semana, o filme caiu 37%, arrecadando 20,2 milhões de dólares.

### Resposta da crítica
O site agregador de resenhas Rotten Tomatoes relatou uma taxa de aprovação de 84% com uma classificação média de 7,2/10, com base em 239 avaliações. O consenso dos críticos do site diz: “Um tributo pungente que move satisfatoriamente a franquia, Black Panther: Wakanda Forever marca um triunfo ambicioso e emocionalmente gratificante para o UCM”. No Metacritic, o filme tem uma pontuação média ponderada de 67 em 100, com base em 59 críticos, indicando "críticas geralmente favoráveis".
Kambole Campbell, da Empire Online, deu a Black Panther: Wakanda Forever 4 de 5 estrelas, afirmando que o filme "se destaca de uma era um tanto estereotipada dos filmes da Marvel: mantidos juntos por seu senso de lugar convincente e agindo como um elogio apaixonado para Chadwick Boseman" e sentindo que era "imaginativo e... fundamentado, o que torna a inclinação para o habitual espetáculo dominado por CG um pouco chocante". Campbell elogiou as performances de Wright, Duke, Bassett e Coel, e descreveu o personagem de Huerta como "um destaque, uma adaptação imaginativa do personagem veterano dos quadrinhos, aquele que aqui fala a verdade com veneno convincente". Tom Jorgensen, da IGN, deu ao filme 7 de 10, afirmando que era "uma despedida eficaz e emocional de T'Challa - uma meditação sobre forjar o próprio futuro a partir de um passado doloroso - mas com um enredo que deve introduzir um nova nação e pavimentar o caminho para uma nova onda de histórias da Marvel, ela luta sob o peso de toda essa expectativa". Jorgensen elogiou as performances de Bassett e Huerta, mas ele sentiu que Talokan não havia sido "estabelecida... tão graciosamente quanto Black Panther fez com Wakanda" e o terceiro ato do filme "levou a sorte longe demais... com uma escolha tática mal concebida e logicamente desconcertante".
Owen Gleiberman, da Variety, escreveu: "O filme não tem o pow clássico dos quadrinhos do Pantera Negra e dura facilmente 20 minutos a mais (provavelmente poderíamos ter vivido sem a história de Talokan). No entanto, Wakanda Forever tem um suspense emocional lento. Uma vez que o filme começa a ganhar força, ele não para". Da mesma forma, Michael Phillips, do Chicago Tribune, sentiu que Wakanda Forever "não é especial como o primeiro filme. A qualidade da narrativa e especialmente das sequências de ação tornam-se menos eficazes à medida que o filme avança". No entanto, ele destacou que "todo ator na tela aqui é maravilhoso, mesmo quando o roteiro e o espetáculo baseado em efeitos se contentam com o tipo errado de 'mais'". Peter Travers, da ABC News, elogiou as atuações de Bassett, Wright e Thorne, mas escreveu que o tempo de execução do filme "parece loooongo, com cenas de batalha arrastadas, efeitos de computador excessivos e muita construção de franquia". Nicholas Barber, da BBC, disse que a sequência teve dificuldades devido à perda de Boseman, mas elogiou os efeitos visuais e a atuação de Bassett, Wright e Lupita Nyong'o.
David Rooney, do The Hollywood Reporter, sentiu que "mesmo que a duração pareça exagerada, Coogler e seus editores merecem crédito por permitir um espaço para respirar entre as cenas de ação para o desenvolvimento do personagem e do relacionamento, com a trilha sonora influenciada pela África de Ludwig Göransson aprimorando tanto aqueles mais silenciosos momentos e os grandes confrontos. É impossível para Wakanda Forever igualar o impacto inovador de seu antecessor, mas em termos de continuar a saga enquanto abre caminho para futuras sequencias, é amplamente satisfatório. Ann Hornaday, do Washington Post, escreveu: "Wakanda Forever acaba se sentindo irremediavelmente parado, encobrindo a incapacidade de seguir em frente recorrendo a sequências de ação repetitivas e familiares, batidas emocionais sentimentais e uma história sem envolvimento e ocasionalmente incoerente". James Berardinelli, do ReelViews, deu ao filme duas estrelas de quatro, criticando o tempo de execução do filme e as subtramas de construção do mundo. Ele ainda escreveu que a sequência "não é um filme tão ruim quanto decepcionante e frustrante. Existem alguns momentos fortes tanto em termos de desenvolvimento do personagem (principalmente para Shuri, que tem o arco mais profundo e envolvente) quanto de ação (a perseguição de carros é superficial, mas algumas das cenas de batalha são bem executadas), mas não o suficiente. Não há momentos empolgantes projetados para provocar aplausos em massa do público".

### Reconhecimentos
| Prêmio                                      | Data da cerimônia       | Categoria                               | Indicado(s)                                                                                                | Result   | Ref.            |
| ------------------------------------------- | ----------------------- | --------------------------------------- | --- | -------- | --------------- |
| Hollywood Music in Media Awards             | 16 de novembro de 2022  | Melhor trilha sonora em um filme Sci-Fi | Ludwig Göransson                                                                                           | Indicado | [ 168 ]         |
| Hollywood Music in Media Awards             | 16 de novembro de 2022  | Melhor música em um filme               | Tems, Rihanna, Ryan Coogler e Ludwig Göransson por "Lift Me Up"                                            | Venceu   | [ 168 ]         |
| Hollywood Music in Media Awards             | 16 de novembro de 2022  | Música/Trilha — Trailer                 | "No Woman, No Cry" e "Alright"                                                                             | Indicado | [ 168 ]         |
| Satellite Awards                            | 11 de fevereiro de 2023 | Melhor filme — Drama                    | Black Panther: Wakanda Forever                                                                             | Pendente | [ 169 ]         |
| Satellite Awards                            | 11 de fevereiro de 2023 | Melhor atriz coadjuvante — Filme        | Angela Bassett                                                                                             | Indicado | [ 169 ]         |
| Satellite Awards                            | 11 de fevereiro de 2023 | Melhor figurino                         | Ruth E. Carter                                                                                             | Venceu   | [ 169 ]         |
| Satellite Awards                            | 11 de fevereiro de 2023 | Melhor música original                  | Tems, Rihanna, Ryan Coogler e Ludwig Göransson por "Lift Me Up"                                            | Pendente | [ 169 ]         |
| British Academy of Film and Television Arts | 19 de fevereiro de 2023 | Melhor Atriz Coadjuvante                | Angela Bassett                                                                                             | Indicado |                 |
| 95th Academy Awards                         | 12 de março de 2023     | Melhor Atriz Coadjuvante                | Angela Bassett                                                                                             | Pendente | [ 170 ] [ 171 ] |
| 95th Academy Awards                         | 12 de março de 2023     | Melhor Canção original                  | "Lift Me Up - Music por Tems, Rihanna, Ryan Coogler, and Ludwig Göransson; Lyrics by Tems and Ryan Coogler | Pendente | [ 170 ] [ 171 ] |
| 95th Academy Awards                         | 12 de março de 2023     | Melhor Maquiagem e Penteados            | Camille Friend and Joel Harlow                                                                             | Pendente | [ 170 ] [ 171 ] |
| 95th Academy Awards                         | 12 de março de 2023     | Melhor Figurino                         | Ruth Carter                                                                                                | Pendente | [ 170 ] [ 171 ] |
| 95th Academy Awards                         | 12 de março de 2023     | Melhores Efeitos Visuais                | Geoffrey Baumann, Craig Hammack, R. Christopher White e Dan Sudick                                         | Pendente | [ 170 ] [ 171 ] |

## Futuro

### Possível sequência
Em novembro de 2022, foi revelado que Coogler e Feige discutiram um potencial terceiro filme do Pantera Negra.

### Ironheart
No início daquele mês, Moore afirmou que a série do Disney+ Ironheart serviria como uma sequência direta de Wakanda Forever, com Thorne retornando como Riri Williams / Coração de Ferro no projeto.